# Mycetophila flavithorax
Mycetophila flavithorax är en tvåvingeart som beskrevs av Freeman 1951. Mycetophila flavithorax ingår i släktet Mycetophila och familjen svampmyggor. Inga underarter finns listade i Catalogue of Life.